# Estación Ferrocarril (Metro de Granada)
Estación Ferrocarril es una estación en superficie de la línea 1 del Metro de Granada, situada en el distrito Beiro de la ciudad de Granada. Se encuentra integrada de manera intermodal en los exteriores de la Estación de Ferrocarril de Granada, desde donde enlaza con servicios ferroviarios de media, larga distancia y AVE.

## Situación
La estación en superficie de metro se encuentra integrada en los terrenos exteriores de la estación de Adif, debido a la cual recibe su nombre. Uno de sus objetivos principales es establecer una fácil intermodalidad entre las líneas de Renfe que operan en Granada y el ferrocarril metropolitano, ya que los pasajeros pueden cambiar de un modo a otro sin abandonar el recinto de la estación.
Estación de ferrocarril fue la última en construirse de la línea 1 de Metro de Granada. Dada la coincidencia de las obras de construcción del metro con las obras de remodelación de la estación de ferrocarril para adaptarla a la llegada del AVE, se produjeron múltiples cambios en el proyecto y en escoger cómo transcurriría el trazado del Metro en el interior de la estación. Esto se sumó a los retrasos derivados de los trámites burocráticos necesarios, ya que Adif, propietaria del terreno, debía autorizar y firmar todas las ejecuciones que se realizaran en la zona. 
Además, para la construcción del nuevo vial fue necesario modificar la playa de vías de la estación y demoler dos edificios de oficinas pertenecientes a Adif, que fueron reconstruidos en una localización próxima. Los 500 metros de vía que transcurren en la estación fueron los últimos en llevarse a cabo, finalizando su construcción el 8 de julio de 2016.

## Características y servicios
La configuración de la estación es de dos andenes laterales con dos vías, una por cada sentido. La arquitectura de la estación se dispone en forma de doble marquesina a ambos lados, con un techo y elementos arquitectónicos y decorativos en acero y cristal. La estación es accesible a personas con movilidad reducida, tiene elementos arquitectónicos de accesibilidad a personas invidentes y máquinas automáticas para la compra de títulos de transporte.
La construcción de la estación trajo consigo una importante mejora urbanística: Los andenes se crearon formando parte de una nueva calle peatonal que conecta de manera directa la Avenida de Andaluces, en donde se sitúa la estación de ferrocarril con el Campus de Fuentenueva de la Universidad de Granada. Anteriormente, estos dos puntos se encontraban totalmente desconectados a pesar de ser anexos, lo cual redujo notablemente las distancias y supuso un punto de unión entre el barrio de Pajaritos y Ronda.

## Intermodalidad
La estación se encuentra en los terrenos exteriores pertenecientes a la estación de Adif conformando una calle peatonal, con un acceso directo desde la marquesina a la terminal de pasajeros. Ambos lados de esta calle se encuentran separados con una barrera de la playa de vías y los andenes de la estación, con el fin de evitar el acceso a esta sin pasar por la terminal. 
A 200 metros de esta localización, en la intersección de la Avenida de Andaluces con la Avenida de la Constitución se encuentra una parada de la Línea 4 de la red de autobuses urbanos de Granada — la principal de la red y cuya función es conectar los extremos de la ciudad con el centro histórico, complementando el trazado del metropolitano. Junto a esta, existe otra para los autobuses urbanos de Granada.
Como consecuencia de la construcción de la estación de metro quedó libre una explanada a un lado que antes formaba parte de la antigua playa de vías. El ayuntamiento de Granada ha mostrado su intención de aprovechar este terreno para crear una nueva plaza que sirva de intercambiador para las líneas de bus urbano y los autobuses interurbanos del Consorcio de Transportes de Granada, trasladando las paradas que actualmente se encuentran en la calle Rector Marín Ocete. Sin embargo, este proyecto está pendiente de la cesión de Adif, que es titular de dichos terrenos.